# ボーイング・ロータークラフト・システムズ

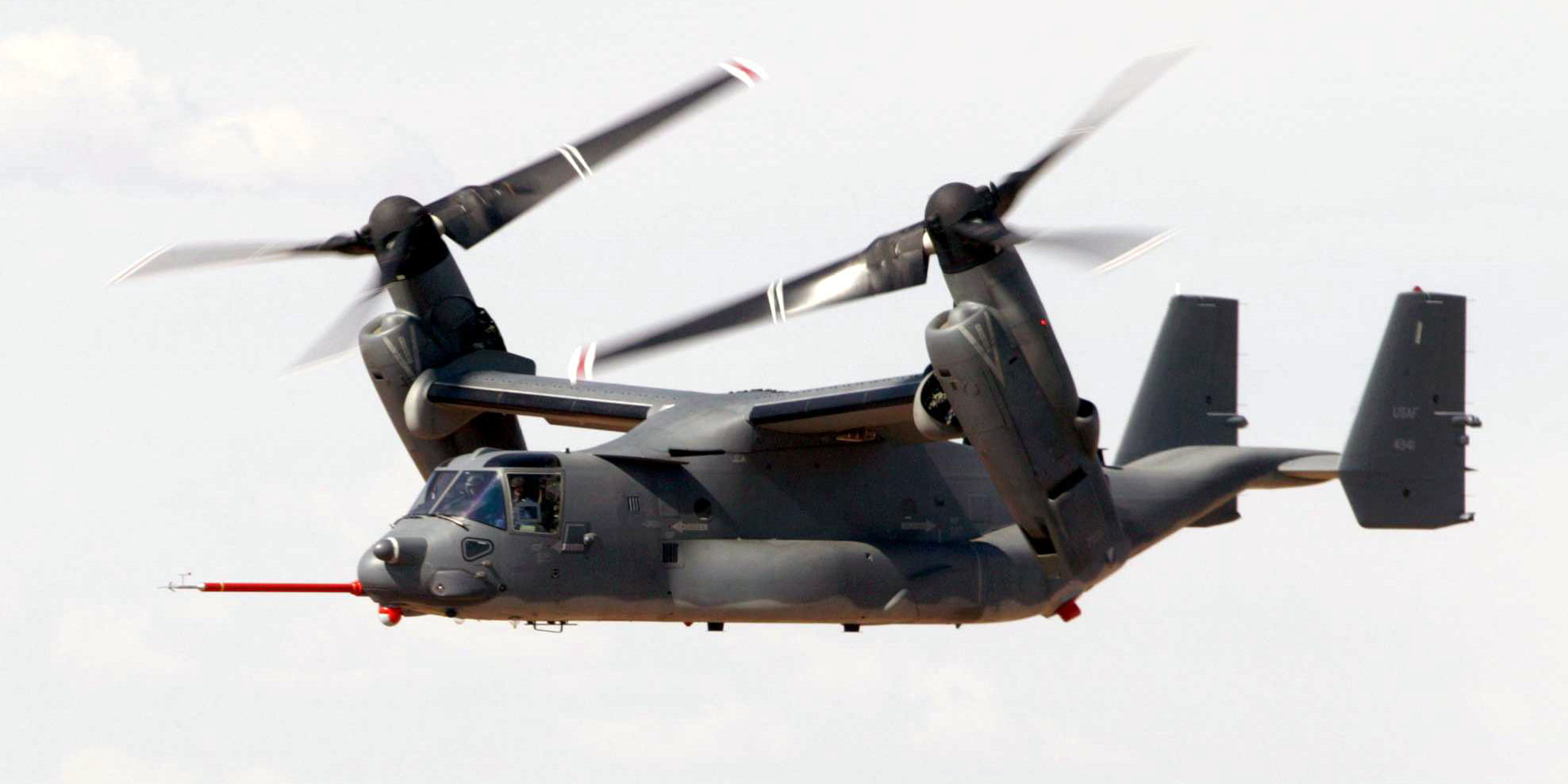
V-22 オスプレイ

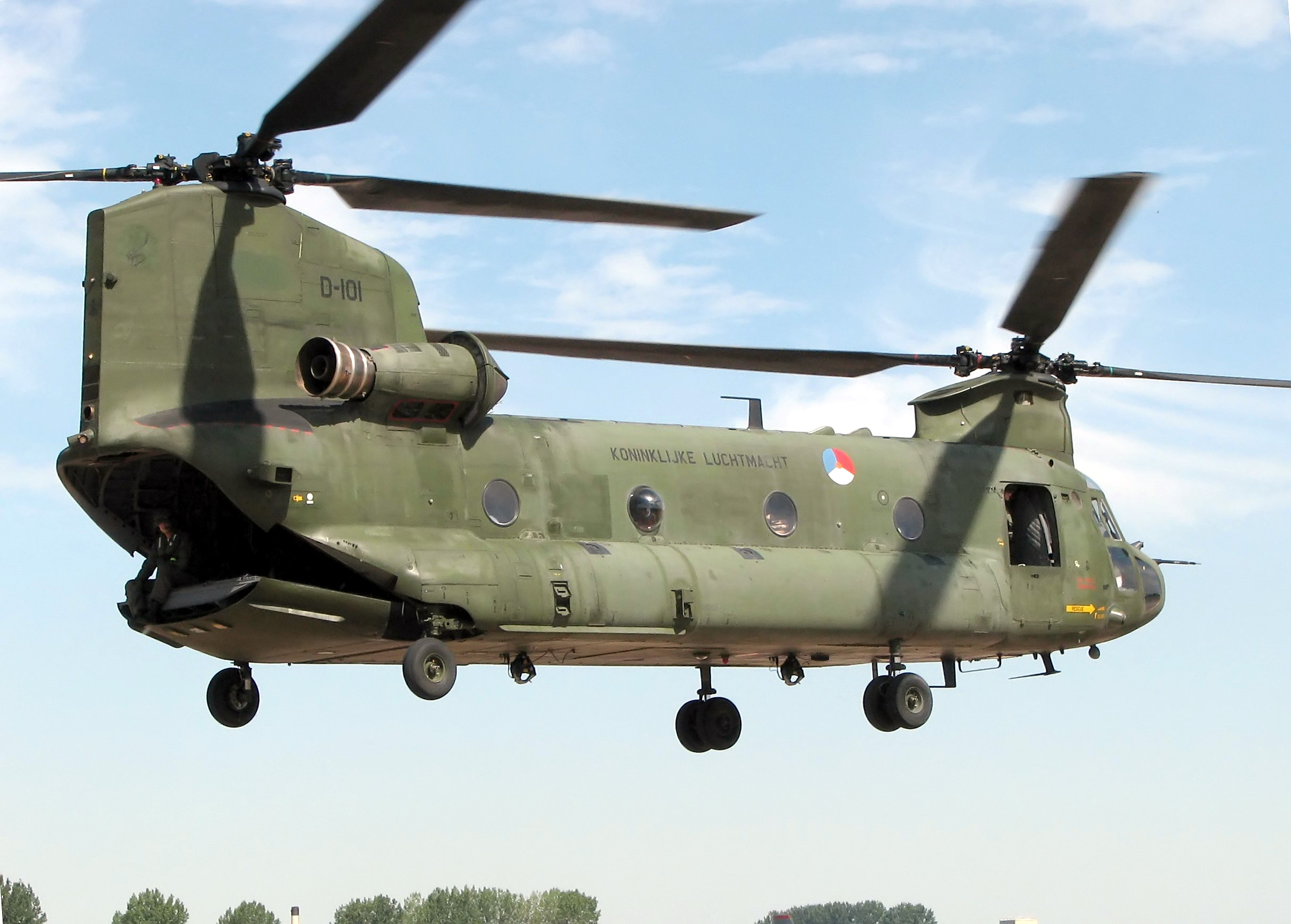
CH-47 チヌーク

ボーイング・ロータークラフト・システムズ（Boeing Rotorcraft Systems）は、アメリカ合衆国の大手航空機メーカーであるボーイングのボーイング・ミリタリー・エアクラフト（BMA)ビジネスユニットの一部となっているヘリコプターの事業部門である。

## 概要
主にヘリコプターを開発、製造しているが、他に鉄道車両の開発や製造も行っている。フィラデルフィアとペンシルベニア州のリドリー・タウンシップ、アリゾナ州のメサに工場を構える。

## 歴史
もともとは、アメリカのヘリコプターメーカーであったパイアセッキ・ヘリコプターが、現在のボーイング・ヘリコプターズの発端であり、1960年のボーイングによるバートルの買収によって、バートルはボーイングのヘリコプター部門であるボーイング・バートル (Boeing Vertol)となった。しかしバートルは、後に完全にボーイングに吸収され、1987年にボーイング・ヘリコプターズに改称された。旧バートル製品も、ボーイング・ヘリコプターズが管理している。
また、1997年にボーイングはマクドネル・ダグラスを買収し、ボーイングカンパニー・イン・フィラデルフィアに改名された。
マクドネル・ダグラスのヘリコプター部門(かつてのヒューズ・ヘリコプターズ)であったMDヘリコプターズの製造していたヘリコプターの管理も行っている。
2002年にボーイングIDSに統合され、ボーイング・ロータークラフト・イン・フィラデルフィア、ボーイング・ロータークラフト・システムズと改名された。

## 主な製品
回転翼機
- V-107（旧バートル製）
- CH-46 シーナイト（旧バートル製）
- CH-113 ラブラドル（旧バートル製）
- CH-47 チヌーク
- ボーイング・モデル234
- ボーイング・モデル360
- V-22 オスプレイ（ベル・ヘリコプターとの共同開発）
- AH-64 アパッチ（旧ヒューズ製）
- YUH-61
- XCH-62
- RAH-66（シコルスキー・エアクラフトとの共同開発、開発中止）
- AH-6

鉄道車両
- アメリカ標準型路面電車（USSLRV、ボーイングLRVとも）（US Standard Light Rail Vehicle）
- シカゴ・L 2400系電車（英語版）